# Nicola Bagnolini
Nicola Bagnolini (sinh ngày 14 tháng 3 năm 2004) là một cầu thủ bóng đá chuyên nghiệp người Ý hiện đang thi đấu ở vị trí thủ môn cho câu lạc bộ Bologna tại Serie A.

## Sự nghiệp thi đấu

### Câu lạc bộ
Bagnolini bắt đầu sự nghiệp bóng đá khi gia nhập lò đào tạo trẻ Cesena năm 10 tuổi, trước khi chuyển tới Bologna vào năm 2018. Anh ký hợp đồng chuyên nghiệp đầu tiên với Bologna vào tháng 12 năm 2020. Anh ra mắt đội bóng khi vào sân thay cho Francesco Bardi trong chiến thắng 1–0 trước Genoa tại Serie A vào ngày 21 tháng 5 năm 2022.

### Quốc tế
Bagnolini có tên trong danh sách đội U-18 Ý thi đấu tại Đại hội thể thao Địa Trung Hải 2022 ở Oran, Algérie. Tại đây, Azzurrini thua 1–0 trước Pháp trong trận chung kết, do đó giành vị trí á quân.